# 中山康直
中山 康直（なかやま やすなお、1964年 - ）は日本の宗教家、思想家。縄文エネルギー研究所所長。大麻草研究、古代史研究活動を行う。その研究内容は世界中の神話や宗教、先住民文化、博物学まで多岐にわたっているが、独自の解釈が多いことから異端者扱いをされることがある。

## 人物概要
静岡県生まれ。2度の離婚経験あり。13歳で臨死体験をし、その際に「プレアデス星団アルシオーネ」に転生し、約1万年を過ごした記憶をもっていると話している。
戦いや戦争を描いたアニメやSF映画が好きな人物としても知られている。ことに映画『スター・ウォーズ』のファンであり、仕事でも使用している自身のプライベートメールアドレスの差出人名を物語の主人公名である「Skywalker」としていたことがある。

## 臨死体験の記憶
中山は、アルシオーネの記憶の中にあった植物が、地球では「ヘンプ（大麻）」という名前で存在することを知り、これがきっかけとなって様々な研究活動を始めたと語る。
さらに、臨死体験の際に聖徳太子、卑弥呼、織田信長、坂本龍馬などの歴史上の人物を目撃したといい、織田信長と坂本龍馬は自己の過去生でもあると話している。
またさらに、臨死体験をした時から自分の首や肩のあたりにずっと纏わりついて8年間離れなかった「MANAKA」という意識体があり、彼がそれを受け入れた時からMANAKAによる通信教育が始まったと話している。この通信教育の記録を「MANAKAリアリティー」として講演会や著書などで開示している。MANAKAリアリティーの講演の際には、映画スター・ウォーズのテーマ曲が毎回流される。

## 大麻（ヘンプ）啓蒙活動
中山が語る臨死体験中、プレアデス星団アルシオーネでの記憶として「大麻が核で汚染された星の浄化に使われていた」というものがあり、放射能汚染が懸念されていた東日本大震災発生時には麻製品を生活に活用するよう勧めていた。
また、日本において大麻が誤解されていると主張し、大麻草から抽出した燃料で車を走らせるなどの啓蒙活動を行った。
2011年11月、東京・大島町の自宅に大麻45グラムを所持していたところを、大麻取締法違反の現行犯で逮捕される。警視庁によると、中山は自宅敷地内で大麻草を栽培していたという。この時に、ほかに大島町に居住する男女6人が大麻取締法違反で同時逮捕された。
海外産の麻生地を仕入れて縫製を外部に委託し、麻褌などのヘンプ製品を販売していたことがあるが、現在は作り手の高齢化などにより生産を中止したと話している。

## MANAKAリアリティーに対する疑義
MANAKAには様々な肩書きがあり、水星の知的生命体であり、宇宙図書館の館長であり、ゼロポイント意識であるという。中山に対して通信教育をする理由について、MANAKAは「今宇宙と地球は大変革の真っ最中にある。しかし、地球人たちは物事の捉え方、考え方が正反対なので、このままでは地球の進化がうまくいかなくなり、むしろ破壊の方向へ向かってしまう。それは私たちにとっても困ることだ」と説明したといい、MANAKAリアリティーには地球人の間違った認識を正す目的があることを明らかにしている。
MANAKAによる講義は質疑応答形式で進められているという。その内容は中庸なる宇宙基準であるとし「人間とは、宇宙エネルギーの入れ籠である」「愛とは、すべてである」といった言葉の概念的な定義が殆どであるが、中には「伝統とは、途切れて輝くものである」、「宗教とは、大地の芸術である」といった受け取る相手によって意見が大きく分かれるものや、「夫婦とは、ありえぬ神秘である」と地球人の文化を否定的に評価したもの、「ゾロアスター教とは、祝祭の星団である」と特定の宗教を美化するもの、「言霊はエン火、数霊はドル水、形霊はペソ風…」と霊的なエネルギーと法定通貨の単位が連動しているというもの、「教育とは、アンマである」（アンマはまんま=ご飯が転じた宇宙語だと説明されている）、「エルサレムとは、ユルサレル地である」といった駄洒落のようなもの、「芸術とは、オカルト―ルである」といった質疑応答の形を成していないものもある。
MANAKAリアリティーに対しては、「自己流で言葉を定義付けたり言葉遊びをすることが好きな中山のキャラクターと、MANAKAのキャラクターが似過ぎている」という指摘がある。
さらに、「首や肩に纏わりつくのは低次元の意識体による憑依ではないのか」、「内容に地球人の文化に対して過干渉を感じるものがある」、「主観的な事柄について断定的な口調で話すのは中庸とは言えない」、「MANAKAは『宇宙に衝突は無い』と伝えているにもかかわらず善と悪の戦いを特徴とするゾロアスター教を『祝祭』という至高の言葉で美化しているのは矛盾している」、といった様々な否定的な意見もある。

## 終末論と宗教統一原理
中山は、地球規模の大災害によって人類全員が被災するという内容の啓示を受けたという。
その後、中山が執筆した著書の中では、自己の預言ではなく、ファティマの預言、ノストラダムスの預言などと並べて聖徳太子の終末預言に焦点を当てている。
中山が語る臨死体験中の記憶には、ドレッドヘアで耳にピアスをし、北極星を意味する五芒星の刺繍のあるフードと北斗七星の刺繍のあるマントを羽織った聖徳太子を目撃した、というものがある。その風貌は映画スター・ウォーズに登場するダース・ベイダーのようだったと語る。
中山は、人類の破局を回避する手段として、太子が目指していた星信仰の復活による世界宗教の統一を掲げている。その星信仰とは、天皇大帝という別名のある北極星を日本の天皇と重ね合わせ、北斗七星とともに崇める妙見信仰のことである。
中山が語る星信仰の源流は古代ペルシャのゾロアスター教にある。世界最古の宗教といわれるゾロアスター教には、善神軍と悪神軍との戦いが説かれており、終末の日に救世主が現れて人々を悪から救い最後の審判を行なうと信じられている。その内容は宇宙における善と悪の戦いや、選ばれし者の存在などの点で、映画スター・ウォーズと類似した世界観を持つ。
ゾロアスター教の神話の中で天体や星は神聖な存在と結びつけられており、戦いの中でそれぞれの輝きを放っている。北極星は宇宙全体の軸としての役割を果たしており、善と悪の二元的な力によって支配されている宇宙の中で北極星はその善の側面を示すものとされる。
このゾロアスター教はインドで仏教と習合し、さらに中国で道教の北極星・北斗七星信仰と習合し、妙見菩薩信仰に繋がった。日本における妙見信仰は天皇制を確立するために利用された。
古代日本の史実として、仏教に利権を持っていた蘇我馬子と縄文時代から続いていた八百万の神を崇める古神道を守るために仏教公伝に反対していた物部守屋との対立があり、厩戸皇子（後の聖徳太子）が蘇我氏側に加勢して挙兵し、物部氏を滅ぼした丁未の乱が知られている。
この事件が歴史の転換点となり、その後の聖徳太子の政策によって、日本で初となる公的な階級制度「冠位十二階」が施行され、さらに、その制度が適切に運用されるために仏教の教えを社会の基盤とし天皇の命令に従うことの重要性を説いた「十七条憲法」が制定された。これらによって、競争原理も序列も戒律も無かった縄文時代の価値観が封印されて、天皇を頂点としたピラミッド型の社会構造が我が国に根付くこととなった。
この史実について中山の主張は著書の中で明記されている。その内容は、聖徳太子が広めた仏教とはアジア全域のあらゆる信仰がミックスされた世界神仏教であり、蘇我氏らはその仏法の加護のもとで武力をもって物部氏を倒すことが出来たのである。その先には星信仰の復活と「十七条憲法」の意図でもあった日本の天皇を人類の法王とする宇宙の法則に沿った世界がある。これを現代に実現させることによって太子の終末預言を回避することが出来、理想世界が到来するというものである。さらに聖徳太子がペルシャ出身である可能性に触れており、遠いペルシャの地で生まれた「星の叡智」がヤマトの地(日本)で開花するのは何百年も前からの約束だったとし、それをヤマトにもたらした聖徳太子は宇宙から派遣された使者であると語る。
この持論によって中山は、ペルシャのゾロアスター教を源流とする星信仰を基盤とした「宇宙縄文」という独自の世界観に基づく、超宗教「宇宙信仰ヤマト」の提唱者として自己の立場を明らかにしている。これは、アニミズムが主流であった原始縄文の信仰とは異なる。
中山が讃えている仏教や皇室制度は日本の伝統文化の中でも最たるものであり、MANAKAリアリティーが「伝統とは、途切れて輝くものである」としていることと矛盾しているという意見がある。

## 竹内文書との関係
中山は、茨城系竹内文書の研究者であった故・高坂和導と親交があった。「宇宙信仰ヤマト」の思想体系は竹内文書の内容と聖徳太子に関する独自の解釈をミックスさせて構築されたものと見られている。
高坂は、天よりスメラミコトが降臨して人類（五色人）を創造した地である日本が世界信仰の中心地であり、モーセやキリスト、釈迦は日本へ来てスメラミコトから学びを得ていたと話している。そして、現代のスメラミコトたる天皇を人類の指導者として皇居内に世界統一政府をつくるべきだと主張していた。
MANAKAリアリティーの中にも「天皇=スメラミコトとは、すべての命である」と、天皇を生命の源と形容するものがある。

## 略歴
- 1964年 静岡県生まれ
- 1997年 戦後、民間でははじめて大麻取扱者免許を取得し、縄文エネルギー研究所を設立。
- 1997年 弁護士の丸井英弘と「麻エネルギー研究開発学会」を設立。
- 2011年 大麻取締法違反容疑により逮捕。主任弁護人は丸井英弘。執行猶予付きの判決で終結する。
- 2013年 MANAKAリアリティーの講演活動を開始。
- 2016年 聖徳太子コードの講演活動を開始。
- 2021年 自身に天啓として降りた人類全員被災の預言を発表[11]。
- 2023年 著書『聖徳太子コード 地球未然紀』を発刊。人類の破局を回避する手段として星信仰を広める活動を開始する。